# Labrador (półwysep)

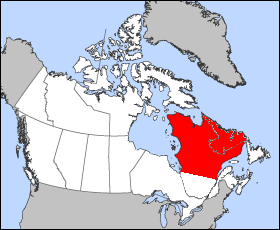
Półwysep Labrador, Kanada

Labrador – wielki półwysep na północnym wschodzie Ameryki Północnej otoczony od zachodu wodami Zatoki Hudsona, od północy – Cieśniny Hudsona, od wschodu  Oceanu Atlantyckiego, a od południowego wschodu – Zatoki Świętego Wawrzyńca. Całość półwyspu leży w granicach Kanady.
Półwysep obejmuje następujące regiony: Labrador, wchodzący w skład prowincji Nowa Fundlandia i Labrador oraz Saguenay-Lac-Saint-Jean, Côte-Nord i Nord-du-Québec, wchodzące w skład prowincji Quebec.
Zamieszkały przez plemiona rdzennych Amerykanów, dla Europejczyków został odkryty przez wikingów Leifa Erikssona ok. roku 1000. W 1498 roku na półwysep dotarł włoski żeglarz w służbie korony angielskiej, Giovanni Caboto. Półwyspem podrzędnym Labradoru między wodami Zatoki i Cieśniny Hudsona jest Ungawa.
Według spisu ludności z 2006, półwysep zamieszkiwało ok. 150 000 osób.